# Народний банк Сербії
Народний банк Сербії (серб. Народна банка Србије) — центральний банк Сербії.

## Історія
Перші паперові гроші (асигнати) були випущені на території Сербії в 1848 році в містах Сремськи-Карловци і Суботиця (Воєводина).
У 1876 році випущені перші сербські банкноти казначейства.
2 липня 1884 року заснований Привілейований народний банк Сербського Королівства, що отримав право випуску банкнот, що розмінюються на золото. В період австрійської окупації під час Першої світової війни банк знаходився в еміграції у Франції. Законом від 26 січня 1920 року банк перетворений в Народний банк Королівства сербів, хорватів і словенців. У 1931 році банк перейменований в Народний банк Королівства Югославія.
У 1941–1944 роках банк знаходився в еміграції в Лондоні. На окупованій території Сербії був створений Сербський народний банк (Српска народна банка), що випускав банкноти і монети.
Після звільнення Народний банк Королівства Югославія відновив роботу в Югославії. У 1946 році банк націоналізований і перейменований в Народний банк Федеративної Народної Республіки Югославія. У 1963 році банк перейменований в Народний банк Югославії.
Законом, що набрав чинності 19 липня 2003 року, банк перейменований в Народний банк Сербії.